# André Almeida Pinto
André Almeida Pinto (* 5. Oktober 1989 in Vila Nova de Gaia) ist ein portugiesischer ehemaliger Fußballspieler.

## Karriere

### Verein
Pinto begann seine Karriere bei den Jugendabteilungen des FC Porto. 2007 erhielt er einen Profivertrag und wechselte zur Herrenabteilung des Vereins. Beim FC Porto stand er zwar bis 2012 unter Vertrag, kam jedoch zu keinem Pflichtspieleinsatz. Zwischen 2008 und 2012 wurde Pinto innerhalb Portugals an andere Vereine verliehen, wo er stets nur für eine Saison blieb. Seit 2012 spielt er beim griechischen Erstligisten Panathinaikos Athen, mit dem er auch im Europapokal debütierte.

### Nationalmannschaft
Pinto durchlief zwischen 2004 und 2010 alle Nachwuchsnationalmannschaften Portugals und kam auf insgesamt 45 Länderspiele. Am 31. März 2015 debütierte er im Rahmen eines Freundschaftsspiels gegen Kap Verde in der A-Nationalmannschaft.